# Oberwesel (stacja kolejowa)
Oberwesel (niem: Bahnhof Oberwesel) – stacja kolejowa w Oberwesel, w regionie Nadrenia-Palatynat, w Niemczech. Znajduje się na linii Linke Rheinstrecke z Koblencji do Moguncji, na terenie obiektu z Listy Światowego Dziedzictwa UNESCO "Dolina środkowego Renu".
Według klasyfikacji Deutsche Bahn, stacja posiada kategorię 5.

## Historia
Wraz z budową Linke Rheinstrecke z Koblencji do Bingen otwartej w 1859, stacja Oberwesel weszła do służby. W 1896 roku miała miejsce budowa toru do portu. Już w latach 1907-1908 budynek dworca został rozbudowany o dodatkowe pomieszczenia: pokój usług dla dyspozytora, dodano restaurację dworcową i poczekalnię trzeciej klasy. Remont holu i budowy oddzielnego budynku na Mainzer Straße miała miejsce w latach 1925-1927. W 1956 wybudowano przejście podziemne dla pieszych pod torami i budynek nastawni w latach 1969-1970 obok budynku dworca. W 2004 roku został rozebrany budynek toalet, w ramach budowy parkingu Parkuj i Jedź.

## Infrastruktura

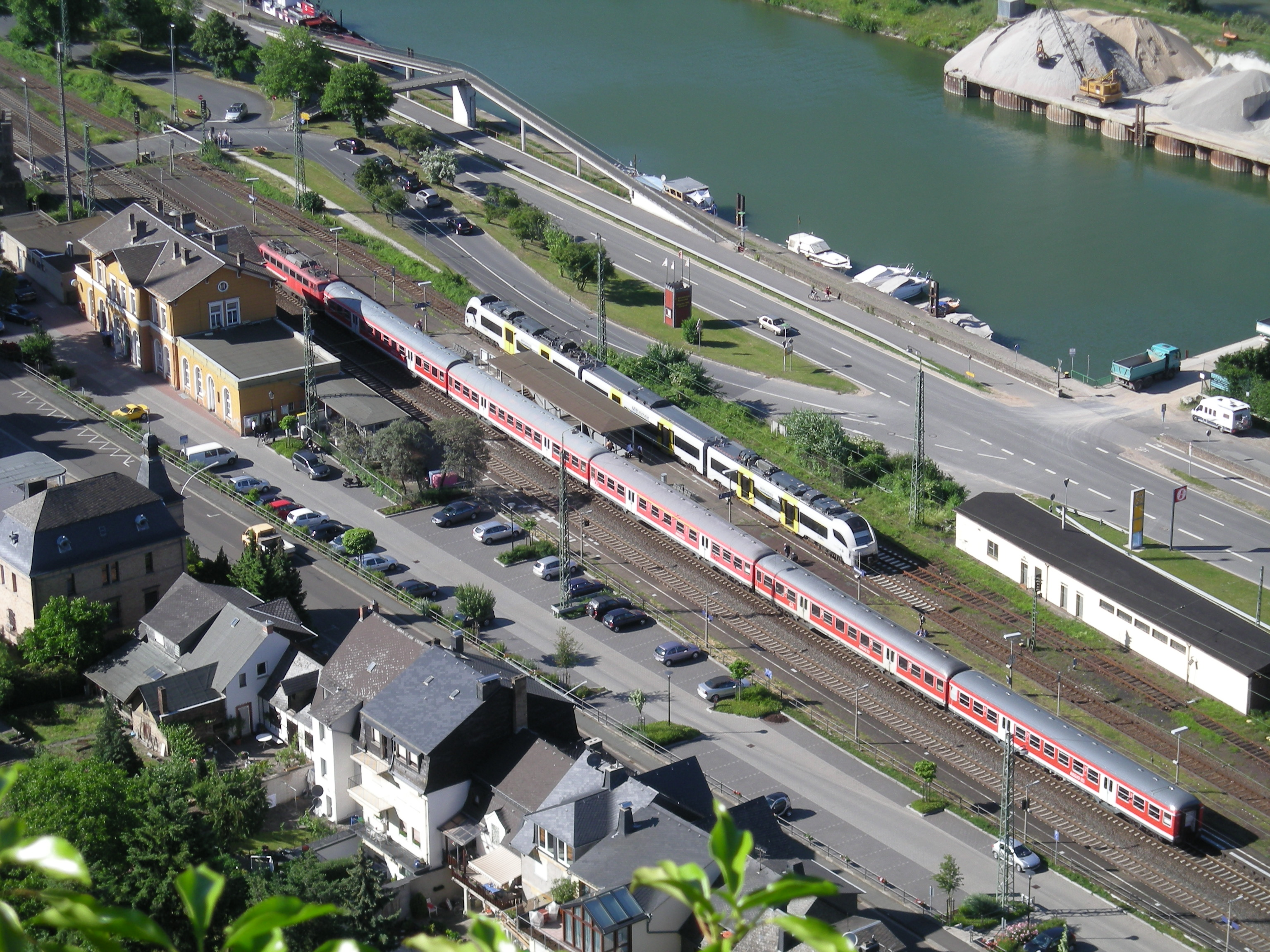
Panorama stacji

Stacja Oberwesel ma budynek dworca, gdzie obecnie znajduje się tylko poczekalnia i nastawnia. W obszarze dostępu do stacji można kupić bilety w dwóch automatach biletowych.
Stacja posiada trzy tory. Peron 1 ma wysokość 38 cm i długość 283 m. na nim rozpoczyna się przejście podziemne dla pieszych do peronu wyspowego, na którym znajdują się na tory 2 i 3. On również ma wysokość 38 cm i długości 322 m. Generalnie, pociągi w kierunku Moguncji zatrzymują się na torze nr 1, a w kierunku Koblencji na torze nr 2. Tor 3 jest używany tylko przez pociągi, które rozpoczynają lub kończą kurs (planowany lub nieplanowany).
Obok stacji znajduje się parking P + R, zbudowany w trakcie prac remontowych. Oprócz około 100 miejsc parkingowych, obejmuje również postój taxi, motorowerów i parking dla rowerów. W pobliżu znajduje się przystanek autobusowy.

## Linie kolejowe
- Linke Rheinstrecke

## Połączenia
| Linia | Trasa | Częstotliwość     | Rodzaj kursu |
| ----- | --- | ----------------- | ------------ |
| RE 2  | Koblenz – Boppard – Oberwesel – Bingen (Rhein) – Mainz – Frankfurt (Main) Flughafen Regionalbf – Frankfurt (Main) Hbf | Takt 120 minutowy | codziennie   |
| RB 32 | Koblenz – Boppard – Oberwesel – Bingen (Rhein) – Ingelheim – Mainz                                                    | Tak 60 minutowy   | codziennie   |